# Argelia en los Juegos Olímpicos de Sídney 2000
Argelia estuvo representada en los Juegos Olímpicos de Sídney 2000 por un total de 47 deportistas, 37 hombres y 10 mujeres, que compitieron en 10 deportes.
El portador de la bandera en la ceremonia de apertura fue el atleta Dyabir Said-Guerni.

## Medallistas
El equipo olímpico argelino obtuvo las siguientes medallas:
| Nombre              | Deporte   | Competición       |
| ------------------- | --------- | ----------------- |
| Oro                 |           |                   |
| Nouria Merah-Benida | Atletismo | 1500 m F          |
| Plata               |           |                   |
| Ali Saidi-Sief      | Atletismo | 5000 m M          |
| Bronce              |           |                   |
| Dyabir Said-Guerni  | Atletismo | 800 m M           |
| Abderahman Hamad    | Atletismo | Salto de altura M |
| Mohamed Alalu       | Boxeo     | 63,5 kg M         |